# Czesław Bartkowski
Czesław Kazimierz Bartkowski (ur. 19 kwietnia 1943 w Łodzi) – polski perkusista jazzowy; pedagog.

## Życiorys
Z muzyką ma do czynienia już od 6. roku życia. Jest absolwentem Średniej Szkoły Muzycznej we Wrocławiu (klasa perkusji). Zadebiutował oficjalnie w roku 1960 jako perkusista zespołu Far Quartet Jerzego Pakulskiego.
W roku 1963 nawiązał współpracę ze Zbigniewem Namysłowskim i został muzykiem w jego zespole (Kwartet Zbigniewa Namysłowskiego). Grał też z innymi znanymi grupami jazzowymi, m.in. z Niemen Enigmatic Czesława Niemena, czy z Grupą Michała Urbaniaka.
Bardzo często grał w triach:
- z Tomaszem Stańką (trąbka) i Adamem Makowiczem (fortepian),
- z Wojciechem Karolakiem (fortepian, organy) i Tomaszem Szukalskim (saksofon tenorowy),
- z Arturem Dutkiewiczem (fortepian) i Andrzejem Cudzichem (kontrabas),
- z Markiem Blizińskim (gitara) i Zbigniewem Wegehauptem (kontrabas),
- z Andrzejem Jagodzińskim (pianino) i Adamem Cegielskim (kontrabas).

Współpracował również ze Studiem Jazzowym Polskiego Radia oraz z zespołami Mainstream i InFormation Sławomira Kulpowicza.
Ponadto brał udział w realizacji nagrań takich piosenkarzy, jak Ewa Bem, Urszula Dudziak i Stanisław Sojka, muzyków zagranicznych, jak: Freddie Hubbard, Clark Terry, Joe Newman, Art Farmer, Ben Webster, oraz polskiego zespołu Novi Singers.
Występował nie tylko w kraju, lecz również za granicą (Indie, USA, Nowa Zelandia, Australia oraz liczne kraje Europy).
Zimą 1976 roku wziął udział w warsztatach jazzowych „Radost ’76” w Mąchocicach k. Kielc, co zostało uwiecznione w filmie dokumentalnym pt. „Gramy Standard!” w reż. Andrzeja Wasylewskiego.
W roku 1993 został wykładowcą w Zespole Państwowych Szkół Muzycznych im. Fryderyka Chopina w Warszawie oraz warszawskiego Studium Jazzowego.

## Informacje dodatkowe
- Płyta Czesław Bartkowski: Drums Dream to pierwsza w Polsce płyta firmowana przez perkusistę.
- Bartkowski jest Honorowym Członkiem „Tauranga Jazz Festival Society” oraz „The New Orleans Clubs New Castle on Tyne England”.

## Dyskografia
| Nagrany  | Wydany | Album                                                         | Wykonawca – lider                    | Rodzaj     | Wytwórnia             |
| -------- | ------ | ------------------------------------------------------------- | ------------------------------------ | ---------- | --------------------- |
|          | 1964   | Lola                                                          | Zbigniew Namysłowski                 | studyjny   | Decca                 |
|          | 1965   | Jazz Greetings from the East                                  | różni wykonawcy m.in. Komeda Quintet | kompilacja | Fontana               |
| 1966 (1) | 1966   | Zbigniew Namysłowski Quartet (Polish Jazz nr 6)               | Zbigniew Namysłowski Quartet         | studyjny   | PN Muza               |
|          | 1969   | Jazz Studio Orchestra of the Polish Radio (Polish Jazz nr 19) | Jan Ptaszyn Wróblewski               | studyjny   | PN Muza               |
|          | 1970   | Torpedo                                                       | Novi Singers                         | studyjny   | PN Muza               |
|          | 1971   | Live recording (Polish Jazz nr 24)                            | Michal Urbaniak's Group              | koncertowy | PN Muza               |
|          | 1972   | Krzysztof Komeda. PolJazz Archives                            | Krzysztof Komeda                     | kompilacja | Poljazz               |
|          | 1973   | Constelation Live (Polish Jazz nr 36)                         | Michał Urbaniak                      | koncertowa | PN Muza               |
|          | 1973 ? | Podróż na Południe (Moving South)                             | Wojciech Karolak, Michał Urbaniak    | studyjne   | PN Muza               |
|          | 1973   | Paratyphus B                                                  | Michal Urbaniak Group                |            | Spiegelei/Intercord   |
|          | 1973   | Inactin                                                       | Michal Urbaniak Group                |            | Spiegelei/Intercord   |
|          | 1974   | Fusion                                                        | Michal Urbaniak Group                |            | Columbia              |
|          | 1974   | Atma                                                          | Michal Urbaniak's Fusion             |            | Columbia              |
|          | 1974   | Mainstream (Polish Jazz nr 40)                                | Jan Ptaszyn Wróblewski               | studyjny   | PN Muza               |
|          | 1974   | Five Four Three                                               | Novi Singers                         | studyjny   | PN Muza               |
|          | 1975   | Tomasz Stańko & Adam Makowicz Unit                            | Tomasz Stańko, Adam Makowicz         |            | JG Records            |
|          | 1975   | Easy!                                                         | Wojciech Karolak                     | studyjny   | PN Muza               |
|          | 1975   | Kujaviak Goes Funky (Polish Jazz nr 46)                       | Zbigniew Namysłowski                 | studyjny   | PN Muza               |
|          | 1976   | Drums Dream                                                   | Czesław Bartkowski                   | studyjny   | PN Muza               |
|          | 1976   | Unit                                                          | Tomasz Stańko, Adam Makowicz         |            | Poljazz               |
|          | 1978   | Clark Terry Big Band                                          | Clark Terry Big Band                 |            | Poljazz               |
|          | 1980   | Wave                                                          | Marek Bliziński Trio                 |            | Poljazz               |
|          | 1981   | Andrzej Dąbrowski i Kwintet Pawła Perlińskiego                | Andrzej Dąbrowski                    |            | Poljazz               |
|          | 1981   | Mosquito                                                      | Extra Ball                           |            | Poljazz               |
|          | 1981   | Blublula                                                      | Stanisław Sojka                      | studyjny   | PN Muza               |
|          | 1982   | In/Formation                                                  | Sławomir Kulpowicz                   |            | Poljazz               |
|          | 1982   | Grand Standard Orchestra                                      | Jan Ptaszyn Wróblewski               | studyjny   | Poljazz               |
|          | 1984   | Sake                                                          | Zbigniew Wegehaupt                   |            | Poljazz               |
| 1982     | 1984   | Music 81 Polish Jazz nr 69                                    | Tomasz Stańko                        |            | PN Muza               |
|          | 1985   | Time Killers                                                  | Wojciech Karolak i Tomasz Szukalski  |            | Helicon               |
| 1982 (7) | 1985   | A i J                                                         | Tomasz Stańko                        | studyjny   | Poljazz               |
|          | 1986   | Tina Kamila                                                   | Tomasz Szukalski                     |            | PN Muza               |
|          | 1987   | Tina Blues                                                    | Tomasz Szukalski                     |            | Poljazz               |
|          | 1987   | Continuation Polish Jazz nr 70                                | Henryk Majewski                      |            | PN Muza               |
|          | 1993   | Chopin                                                        | Andrzej Jagodziński                  |            | Polonia Record        |
|          | 1995   | Chopin – Live at The National Philharmonic                    | Andrzej Jagodziński                  |            |                       |
|          | 2003   | Utwory Wasowskiego i Przybory                                 | Wojciech Karolak Trio                |            | Universal Music Group |

## Odznaczenia
- Srebrny Krzyż Zasługi (2020)
- Złoty Medal „Zasłużony Kulturze Gloria Artis” (2024)[3]
- Srebrny Medal „Zasłużony Kulturze Gloria Artis” (2017)[4]
- Odznaka „Zasłużony Działacz Kultury”

## Nagrody i wyróżnienia
- 1983–1988 – zwycięstwa w ankietach czytelników czasopisma „Jazz Forum” (kategoria: perkusista roku)
- Nagroda Indywidualna I Stopnia za Szczególny Wkład w Rozwój Edukacji Artystycznej w Polsce
- Złoty Fryderyk (2020)[5]